# Nomenclature des dérivés benzéniques
La nomenclature des dérivés benzéniques est la partie de nomenclature IUPAC en chimie organique permettant de désigner la position des substituants autres que l'hydrogène sur un hydrocarbure aromatique.

## ortho,méta,para
Les préfixes ortho (du grec ancien ὀρθός / orthós, « droit, juste »), méta (μετά / metá « après, au-delà ») et para (παρά / pará « à côté, malgré, contre ») désignent la position des substituants secondaires par rapport au substituant principal dans un cycle benzénique polysubstitué.

positions ortho, méta et para

En nomenclature IUPAC, on donne  au substituant principal la position « 1 » sur le cycle (R sur le schéma ci-contre).
- Un substituant secondaire en position ortho sera sur l'atome immédiatement voisin de ce dernier, c'est-à-dire en position « 2 ». L'isomère ortho est donc l'isomère 1,2.
- Un substituant secondaire en position méta sera sur l'atome d'après, c'est-à-dire en position « 3 ». L'isomère méta est donc l'isomère 1,3.
- Un substituant secondaire en position para sera sur l'atome opposé sur le cycle par rapport au substituant principal, c'est-à-dire en position « 4 ». L'isomère para est donc l'isomère 1,4.,

Ces termes sont utilisés en préfixe, devant le nom de la molécule, et écrits en italique. Ils sont parfois abrégés en o- (pour ortho), m- (pour méta) et p- (pour para).
Les termes ortho, méta, para ont été introduits vers la fin des années 1860 en Allemagne, date à laquelle Friedrich Kekulé découvre la structure chimique du benzène.
Ces termes ne font en réalité pas partie des recommandations IUPAC qui privilégie les formes 1,2- 1,3- et 1,4-. Ils sont cependant restés comme noms triviaux, et sont utilisés couramment.

orthocrésol o-crésol orthométhylphénol 1,2-méthylphénol
métacrésol m-crésol métaméthylphénol 1,3-méthylphénol
paracrésol p-crésol paraméthylphénol 1,4-méthylphénol

## périetamphi
De façon similaire, une nomenclature spécifique à base de préfixes particuliers a été créé pour les divers dérivés substitués du naphtalène. Contrairement au dérivés du benzène, ces préfixes s'appliquent dès le composé monosusbtitué, qui existe déjà sous la forme de deux isomères. Du fait de la complexité et de la multiplicité des isomères des composés polysubstitués (10 isomères pour les composés disubstitués avec deux substituants identiques – 14 pour des substituants différents –, 14 (42) pour les trisubstitués, et ainsi de suite), c'est cette fois l'usage de la nomenclature numérotée de l'IUPAC qui domine dans l'usage courant.
- Les positions 1, 4, 5 et 8 sont appelés péri (du grec ancien περί / perí, « autour »[4]). Un naphtalène substitué dans cette position sera qualifié de « α » ou « 1 », comme le 1-naphtol par exemple.
- Les positions 2, 3, 6 et 7 sont appelés amphi (du grec ἀμφί / amphí, qui signifie en composition « des deux côtés, en double »[5]). Un naphtalène substitué dans cette position sera qualifié de « β » ou « 2 », comme le 2-naphtol par exemple.

## ipsoetméso
- La substitution ipso (du latin ipse, « même, lui-même »[6]) décrit deux substituants partageant la même position sur le cycle, sur l'intermédiaire réactionnel lors d'une substitution électrophile aromatique.
- La substitution méso (du grec ancien μέσος / mésos, « situé au milieu, moyen »[7]) décrit un substituant occupant une position benzylique. Ce genre de substitution a lieu lors de la formation de composés comme les calixarènes ou les acridines.

substitution ipso
substitution méso

## Substitutioncinéettélé
- Dans la substitution ciné (du grec ancien κινέω / kinéō, « remuer, déplacer »[8]), le groupe entrant prend une position adjacente au groupe partant. Par exemple, une substitution ciné est observée dans la chimie des arynes[9].
- La substitution télé (du grec ancien τῆλε / tễle, « loin, au loin »[10]) est effective quand la nouvelle position est plus loin qu'à un atome le long du cycle[11].